# Hank Vogel
 (mai 2025).
Motif : Notoriété à démontrer par des sources centrées sur le sujet de l'article
- Archive Wikiwix
- Bing
- Cairn
- DuckDuckGo
- E. Universalis
- Gallica
- Google
- G. Books
- G. News
- G. Scholar
- Persée
- Qwant
- (zh) Baidu
- (ru) Yandex
- (wd) trouver des œuvres sur Wikidata

| 1. | Préciser le motif de la pose du bandeau. | Précisez le motif de la pose du bandeau en utilisant la syntaxe suivante : {{admissibilité à vérifier\|date=juin 2025\|motif=remplacez ce texte par le motif}}                  |
| 2. | Informer les utilisateurs concernés.     | Pensez à avertir le créateur de l'article, par exemple, en insérant le code ci-dessous sur sa page de discussion : {{subst:avertissement admissibilité à vérifier\|Hank Vogel}} |

Pour les articles homonymes, voir Hank et Vogel.
Hank Vogel est un écrivain-cinéaste, né le 10 mars 1946 à Alexandrie. De père glaronais de culture française et de mère milanaise. Il possède la double nationalité suisse et russe. Directeur de l’École de Cinéma de Genève (2003-2013), il a  enseigné l’Art de faire des films et l’Art de faire des films en solo à l’Université de la cinématographie et de la télévision à Saint-Pétersbourg.
Il a reçu de nombreuses distinctions dont la Médaille d’Or du Rayonnement culturel (La Renaissance française, France) et a été lauréat de l'Académie des Jeux floraux. 
Son œuvre aborde différents thèmes tel que l'errance, le rêve, le mystère, voire la misère sociale. Hank Vogel est très proche des auteurs postmodernes. 

## Œuvres

### Romans, nouvelles, pièces de théâtre
À la poursuite du vent, Cambodge… un été brûlant, Le désert de l’espérance, Au pays d’Hippopotame Ier, Mémoire inachevée…

## Publiées en 2025
- L'éditrice auto-stoppeuse
- Virgule après la voyelle

- Mon aïeule Henriette d'Orbe

## Publiées en 2024
- Bushmulla l'autostoppeuse
- Une femme parmi tant d'autres
- Bottine en garde à vue
- Un couple inépuisable
- Le strip-teaseur
- Franco et Yolanda
- Syndrome du tapis rouge
- Susana Perla

## Publiées en 2023
- La métamorphose n'est pas pour demain
- Le rêveur et la millionnaire
- Derrière la vitre brisée
- Ma Louise alias Carmen
- Le récit d'un ordinateur
- Un cœur en aumône
- La dernière goutte
- La rousse aux yeux bleus
- L'île du pécheur
- Tendresse tropicale
- L'amant suspendu
- Cent mille mots (ou presque) pour une seconde d'amour
- Deux mille vingt-deux
- A Esined et aux autres

## Publiées en 2022
- L'espionne et moi
- Tell une hirondelle sans nid
- Un amour entre les gouttes
- Une fumée en couleurs

## Publiées en 2021
- Ma Mère cette Italienne
- Regards et jugements
- On nous observe
- Le démon de treize heures
- J'ai aimé et tué ma sœur

## Publiées en 2020
- Extrême
- Double Tsar
- Un salaud de bonne moralité
- La vieille femme et l'enfant
- Tarbouche
- Péril jaune
- Reflets
- E-mails atemporels
- Sven
- Staline et le dinosaure

## Publiées en 2019
- Pondichéry un jour d'automne
- La voix du silence
- Horizons
- El Pirata
- Messages
- La Nubienne
- Mises à jour
- Flash-back
- Dialogues à perte de vue
- -17°C

## Publiées en 2018
- Stockholm
- Histoires frisonnes
- Qu'il vente ou qu'il pleuve
- Waterprof
- Un maral nommé Vova
- Triple patrie
- Mariage blanc
- Au fil des voyages
- Mes voisines concubines
- Nota bene
- Rimes à rien
- Au pied de mon père
- Par réflexe
- Ils se sont tant aimés

## Publiées en 2017
- Par monts et par vaux
- Par double chemin
- Maneki-neko adore le porto
- Sexbierum, jours tranquilles
- Brouillard
- Lueurs et indignations
- Jørgensen et la Belle Isis
- L’avaleuse de livres
- Turpitudes et arrangements

## Publiées 2016
- Les cigognes ont débarqué
- La vie est un océan
- L’escalier de Talpiot
- Trois chats sur un toit glissant
- Soif et brûlures
- Suites et fins
- Le serment d’hypocrite
- Le roi vert de la mandarine
- Entre sourires et grimaces

## Publiées en 2015
- L’homme émancipé
- Les ratures de la liberté
- La mouche de Saint Pierre
- Les nouvelles vacances
- Les pommes et l’arbalète
- Le coolboy
- Saïouda, la fille du portier
- L’affaire Wariatka
- Un fabricant d’histoires
- Balalaïka et kalachnikov
- Mâle dans sa peau
- Entrez sans frapper
- Indiana Black, une femme silencieuse
- La femme nue
- L’ange volé
- Le rat de goût
- Le fou de Kalić
- De soif et de sueur
- Théorie de l’universalité
- Aphorismes entre autres
- Un vide trop plein
- Une histoire dans la tête
- La vraie déclaration d’un homme de droit
- Les pieds verts
- Blocs-notes
- Ombres naïves
- L'éléphant mauve
- Le dieu helvète
- Le chameau et le chamelier
- Mon voisin
- La dernière goutte
- Aphorismes entre autres
- Prétexte Mais! Schiberen
- Notes et fausses notes
- La petite esclave
- Entre l’aube et l'aurore
- La cacahuète
- Panique à Sexbierum
- Ted Robert ou lange volé
- L’odyssée d’un rêveur

### Touch’ (inspiré du haïku)
La petit’esclave, Lettres birmanes, Le bouddha bleu, Lettre clandestine…

### Films en35mmet en16mm
Peau de Nylon, Le soleil des pauvres, Le désert des médiocres, Au-delà du rêve, La fuite infernale, La nuit de l’esprit, L’Orthodoxe, Insultes et caresses, Les jardins de la liberté, Désert, Image(s)

### Films en DV
Une histoire courante, Chocolat noir, Poison rouge, Marie de Russie, L’horloge sauvage, Siestes en Asie, Mémoires d’un philosophe, La femme métaphysique…

## Citations
- L'autre n'est ni mon miroir ni mon dépotoir. Il est ce qu'il est et cela est suffisant pour que je le respecte.
- Ce que je fais de mon corps et de mon âme ne regarde que moi car je n'appartiens à aucune nation et à aucune religion. Je suis un enfant, un produit de la terre, cette perle si proche du ciel. Mais les sorciers du village m'empêchent de grandir.
- Le mot peut être faible mais frapper fort.
- Il y a des personnes qui courent sans cesse pour aller nulle part. Quand on leur demande un service, elles mettent un temps fou avant de vous le rendre.
- On épouse une femme... puis une famille...  puis une rue... puis une ville... puis un pays... puis un beau jour, on se retrouve tout seul dans la rue d’une ville déserte d’un pays totalement inconnu. Tel est le destin d’un homme au cœur ouvert au monde.
- Celui ou celle qui fait éclater l'orage prend aussi le risque de se faire foudroyer.